# 태양 전지판

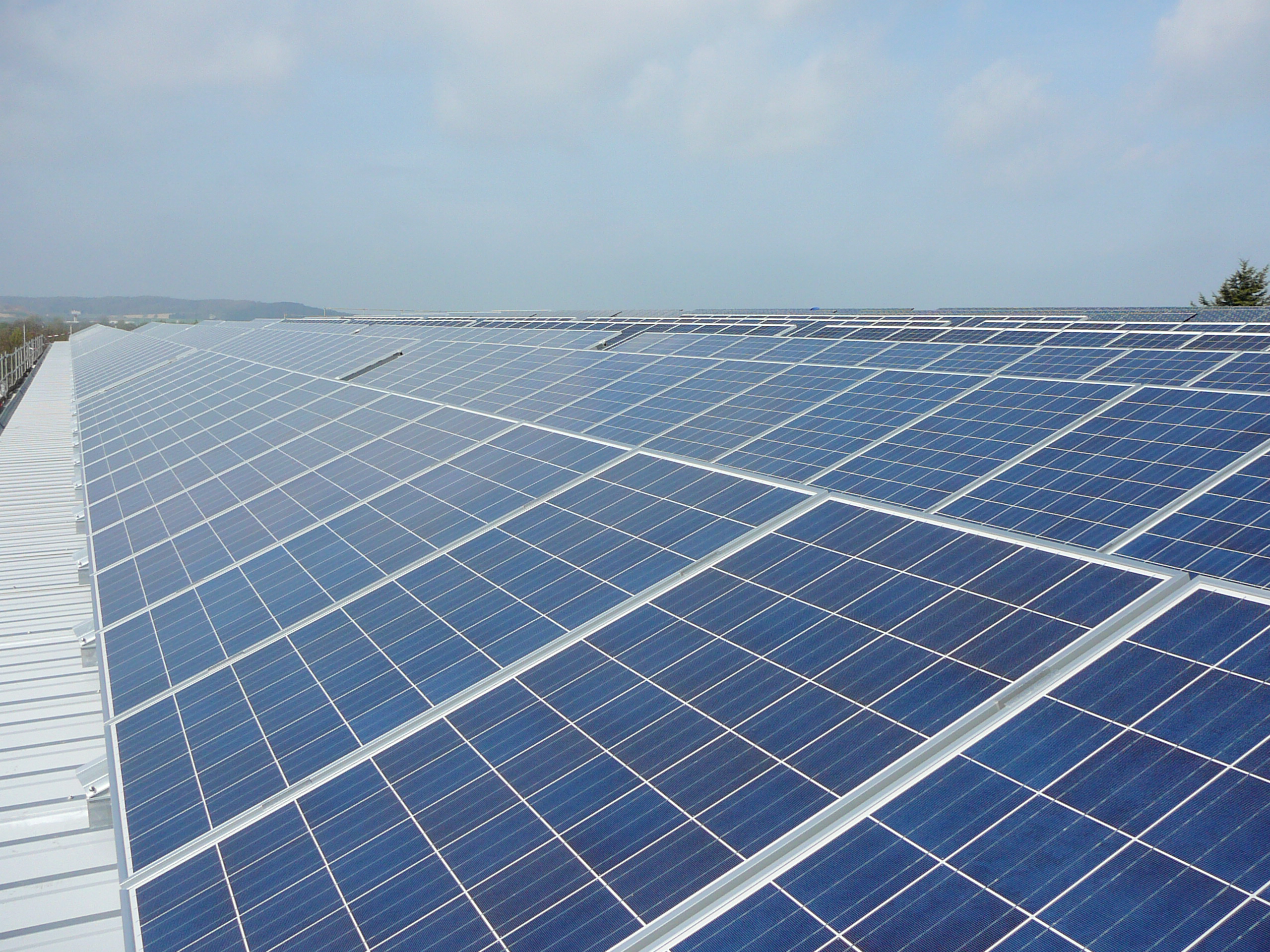

태양 전지판(太陽電池板) 또는 솔라 패널(solar panel)은 태양 에너지를 받아서 전기를 만드는 패널이다. 태양 전지 패널에 들어가는 성분은 태양 전지이다. 태양 전지판은 반도체로 만들어졌다.

## 같이 보기
- 데이지 체인
- 태양열 조리기